# Kamil Huňáček
Kamil Huňáček (??? – ???) byl československý cyklista a cyklokrosař.
Na mistrovství Československa v cyklokrosu obsadil dvakrát třetí a jednou druhé místo.
Byl členem oddílu Triatlon Klub Kladno.
Unie amatérských cyklistů pořádá od roku 2001 cyklistický závod Libušínské okruhy – Memoriál Kamila Huňáčka Od roku 2009 byl název i místo změněny na Bratronické okruhy - Memoriál Kamila Huňáčka